# Spengler Cup 1982
Der Spengler Cup 1982 (französisch Coupe Spengler 1982) war die 56. Auflage des gleichnamigen Wettbewerbs und fand vom 26. bis 30. Dezember 1982 im Schweizer Luftkurort Davos statt. Als Spielstätte fungierte das dortige Eisstadion.
Am Turnier nahmen der tschechoslowakische Meister ASD Dukla Jihlava, der HK Spartak Moskau – ohne seine Nationalspieler Wiktor Schalimow, Sergei Schepelew, Sergei Kapustin und Koschewnikow, der Kölner EC und der verstärkte, gastgebende HC Davos teil. Als Verstärkung liefen vom HC Lugano Bob Hess, Dave Gardner vom HC Ambrì-Piotta, die EHC-Kloten-Spieler Bruce Affleck und Bernie Johnston sowie Peter Sullivan vom SC Langnau auf. Mit der University of North Dakota (Fighting Sioux) nahm darüber hinaus ein US-amerikanisches Collegeteam am Turnier teil.
Es siegte Dukla Jihlava, das alle seiner vier Partien gewann, vor dem Titelverteidiger Spartak Moskau. Es war der insgesamt vierte Turniersieg für die Mannschaft aus der Tschechoslowakei nach 1966, 1967, 1969 und 1978.  Der Russe Alexander Orlow und der Kanadier Peter Sullivan, der vom SC Langnau an den Gastgeber HC Davos ausgeliehen war, waren mit sieben Scorerpunkten, darunter jeweils vier Tore, die erfolgreichsten Akteure des Turniers.
Das Turnier erreichte mit insgesamt 53.260 Zuschauern erneut einen neuen Besucherrekord. Fünf der zehn Turnierspiele waren ausverkauft, darunter alle vier Partien des HCD.

## Modus
Die fünf teilnehmenden Teams spielten in einer Einfachrunde im Modus «jeder gegen jeden», so dass jede Mannschaft vier Spiele bestritt. Die punktbeste Mannschaft errang den Turniersieg.

## Turnierverlauf
| 26. Dezember 1982 16:30 Uhr | University of North Dakota | 4:7 (2:2, 2:3, 0:2) | ASD Dukla Jihlava | Eisstadion, Davos Zuschauer: 6'500 |

| 26. Dezember 1982 21:00 Uhr | HC Davos Gardner (19.) Hess (25.) Johnston (26.) Triulzi (38.) | 4:5 (0:3, 4:1, 0:1) | HK Spartak Moskau Warnawski (8.) Loginow (18.) Ischmatow (19.) Igor Orlow (31.) Tschistjakow (56.) | Eisstadion, Davos Zuschauer: 7'500 |

| 27. Dezember 1982 15:30 Uhr | Kölner EC P. Schiller (13.) T. Forster (52.) H. Meitinger (58.) | 3:6 (1:3, 0:3, 2:0) Spielbericht | HK Spartak Moskau Lawrentjew (2.) Michailow (6.) Tarassow (10.) Michailow (33.) Tarassow (35.) A. Orlow (37.) | Eisstadion, Davos Zuschauer: 5'500 |

| 27. Dezember 1982 21:00 Uhr | HC Davos P. Sullivan (24.) P. Sullivan (32.) R. Wilson (44.) D. Gardner (46.) | 4:6 (0:2, 2:1, 2:3) Spielbericht | University of North Dakota Mishler (12.) White (18.) Maxwell (39.) Carroll (49.) Donnelly (53.) Brennan (60.) | Eisstadion, Davos Zuschauer: 7'500 |

| 28. Dezember 1982 15:30 Uhr | HK Spartak Moskau Saikin (7.) I. Orlow (36.) Tarassow (37.) Lawrentjew (38.) A. Orlow (4x.) Borissow (47.) Tarassow (48.) Warnawski (55.) | 8:1 (1:0, 3:0, 4:1) Spielbericht | University of North Dakota Tippe (44.) | Eisstadion, Davos Zuschauer: 4'700 |

| 28. Dezember 1982 21:00 Uhr | ASD Dukla Jihlava | 3:0 (2:0, 0:0, 1:0) | Kölner EC | Eisstadion, Davos Zuschauer: 4'100 |

| 29. Dezember 1982 15:30 Uhr | HC Davos Affleck (24.) Jost (27.) | 2:5 (0:4, 2:0, 0:1) Spielbericht | ASD Dukla Jihlava Klapka (8.) Micka (14.) Kupec (16.) Koreny (18.) Weissmann 44. | Eisstadion, Davos Zuschauer: 7'500 |

| 29. Dezember 1982 21:00 Uhr | Kölner EC | 5:2 (0:0, 4:0, 1:2) | University of North Dakota | Eisstadion, Davos Zuschauer: 5'100 |

| 30. Dezember 1982 15:30 Uhr | HC Davos | 6:3 (1:0, 3:1, 2:2) | Kölner EC | Eisstadion, Davos Zuschauer: 7'500 |

| 30. Dezember 1982 21:00 Uhr | ASD Dukla Jihlava | 5:2 (2:0, 3:1, 0:1) | HK Spartak Moskau | Eisstadion, Davos Zuschauer: 7'500 |

| Pl. |                            | Sp | S | U | N | Tore  | Punkte |
| --- | -------------------------- | -- | - | - | - | ----- | ------ |
| 1.  | ASD Dukla Jihlava          | 4  | 4 | 0 | 0 | 20:08 | 8:0    |
| 2.  | HK Spartak Moskau          | 4  | 3 | 0 | 1 | 21:13 | 6:2    |
| 3.  | HC Davos                   | 4  | 1 | 0 | 3 | 16:19 | 2:6    |
| 4.  | Kölner EC                  | 4  | 1 | 0 | 3 | 11:17 | 2:6    |
| 5.  | University of North Dakota | 4  | 1 | 0 | 3 | 13:24 | 2:6    |

## Beste Scorer
| Spieler         | Mannschaft        | Tore | Assists | Punkte |
| --------------- | ----------------- | ---- | ------- | ------ |
| Peter Sullivan  | HC Davos          | 3    | 4       | 7      |
| Alexander Orlow | HK Spartak Moskau | 3    | 4       | 7      |
| Otta Klapka     | ASD Dukla Jihlava | 3    | 3       | 6      |
| Igor Orlow      | HK Spartak Moskau | 2    | 4       | 6      |
| Juri Ryschkow   | HK Spartak Moskau | 1    | 5       | 6      |
| Gerd Truntschka | Kölner EC         | 1    | 5       | 6      |
| Igor Liba       | ASD Dukla Jihlava | 3    | 2       | 5      |
| Dave Gardner    | HC Davos          | 3    | 2       | 5      |

## Auszeichnungen
All-Star-Team
| Angriff:      | Wladimir Lawrentjew – Igor Orlow – Alexander Orlow |
| Verteidigung: | Karel Horáček – Bob Hess                           |
| Tor:          | Jiří Steklík                                       |

Ersatz-All-Star-Team
| Angriff:      | Peter Sullivan – Anatoli Tarassow – Igor Liba |
| Verteidigung: | Sergei Borissow – Radoslav Svoboda            |
| Tor:          | Richard Bucher                                |